# Tramwaje w Nachiczewanie
Tramwaje w Nachiczewanie − zlikwidowany system komunikacji tramwajowej w azerbejdżańskim mieście Nachiczewan.
Tramwaje w Nachiczewanie uruchomiono 21 maja 1890. Uruchomione tramwaje były ciągnięte za pomocą koni. System ten zlikwidowano w grudniu 1902. 